# Bajo de rango extendido
Se denomina bajo de rango extendido a todo aquel bajo eléctrico que cuenta con un número de cuerdas superior a las cuatro empleadas usualmente en la construcción de estos instrumentos. No se consideran bajos de rango extendido aquellos instrumentos que ―aún cuando cuentan con un número de cuerdas mayor que cuatro― no amplían el rango estándar del instrumento, como sucede por ejemplo con bajos de ocho cuerdas dobles o de doce cuerdas triples.

## Características técnicas

### Bajo de cinco cuerdas
El bajo de cinco cuerdas es sin duda el más común entre los bajos de rango extendido.
La afinación más usual en este tipo de bajos es:
- sol2
- re2
- la1
- mi1
- si0

Proporciona cinco notas extra en la tesitura grave del instrumento, y es muy popular en bajistas de todos los géneros.
Otra afinación menos común es
- do3
- sol2
- re2
- la1
- mi1

La utilizan bajistas de jazz y solistas del instrumento ―como el bajista catalán de jazz y flamenco Carles Benavent (1954-)―, pues elimina en gran medida la necesidad de cambiar constantemente la posición de la mano izquierda durante los solos.
En uno u otro caso, la adición de una cuerda extra proporciona al músico el acceso a un mayor número de notas para cualquier posición.
El bajo de cinco cuerdas rivaliza con el bajo estándar de cuatro cuerdas en cuanto a popularidad, y es muy usado en estudio por músicos de sesión que aprecian su mayor versatilidad. Además, muchos bajistas lo encuentran más cómodo en su ejecución por estar las cuerdas más cerca entre sí, en comparación al bajo de cuatro cuerdas.

### Bajo de seis cuerdas

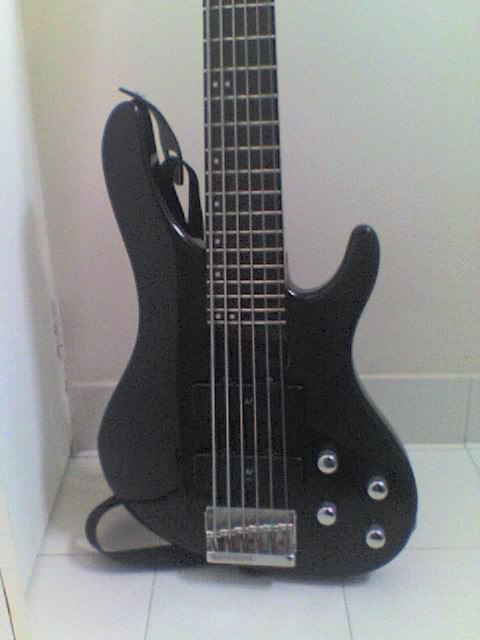
Washburn XB600, bajo de seis cuerdas.

La afinación más usual del bajo de seis cuerdas es:
- do3
- sol2
- re2
- la1
- mi1
- si0

Expande el rango del instrumento tanto en la tesitura grave como en la aguda.
También existen afinaciones alternativas:
- si2
- sol2
- re2
- la1
- mi1
- si0

La siguiente corresponde exactamente a la afinación usada en la guitarra, una octava por debajo. Para diferenciarla del bajo eléctrico (con afinación por cuartas), se le llama «guitarra bajo»
- mi3
- si2
- sol2
- re2
- la1
- mi1

Por las dimensiones del mástil, necesariamente más grueso para acomodar las cuerdas extra, el "tacto" del bajo de seis cuerdas se aleja ligeramente del de cuatro cuerdas, y por este motivo muchos bajistas acostumbrados al bajo estándar lo encuentran incómodo. Sin embargo, por sus mayores posibilidades respecto al bajo de cuatro cuerdas, es muy usado por bajistas de sesión y solistas de jazz que buscan mayor versatilidad en un solo instrumento.

### Bajo de siete o más cuerdas
Los bajos de siete o más cuerdas juegan todavía un papel muy marginal entre aficionados y profesionales, y presentan muy diversas variedades de afinación.
El primer bajo de siete cuerdas fue construido por Michael Tobias para Garry Goodman (en Estados Unidos) en 1987, y su afinación era
- fa3
- do3
- sol2
- re2
- la1
- mi1
- si0

Uno de los primeros bajos de 8 cuerdas de los que se tenga registro en el mundo fue construido en 1999 por el lutier Alfonso Iturra por encargo del bajista chileno de jazz fusión Igor Saavedra (1966-), quien además lo diseñó.
La afinación de este bajo es:
- fa3
- do3
- sol2
- re2
- la1
- mi1
- si0
- fa#0

Hoy encontramos incluso marcas especializadas en la construcción de este tipo de bajos, como la estadounidense Conklin Guitars, que ofrece en su catálogo instrumentos de 8 o 9 cuerdas de serie.
En 2005, el lutier estadounidense Michael Adler completó la construcción del primer bajo eléctrico de 12 cuerdas de diferente afinación, con un rango equivalente al de un piano de cola.
Años antes, Jol Dantzig había desarrollado un bajo de doce cuerdas, pero este era en realidad un bajo de cuatro con cada cuerda replicada dos veces.
Mención aparte (pues no entran en la categoría de bajos de rango extendido) merecen los bajos pícolo y tenor, instrumentos de cuatro cuerdas y construcción estándar con una afinación (variable) más aguda que la del bajo normal. También hay instrumentos híbridos entre el bajo y la guitarra; instrumentos con un número de trastes mayor de 24; bajos con detuners como el "hipshot", que, instalados sobre el instrumento, proporcionan una o dos notas extra sin alterar su estructura; o, desde una óptica opuesta, bajos de tres, dos o incluso una sola cuerda (referencias)

## Historia
Mucho antes de la invención del bajo eléctrico eran comunes los bajos con cinco o más cuerdas (véase Historia del bajo eléctrico). Pero cuando Paul Tutmarc, y después, Leo Fender presentaron sus primeros bajos eléctricos de cuerpo macizo, decidieron dotarlo de las cuatro cuerdas características del instrumento cuya función debía sustituir, el contrabajo.
En 1956, cinco años después de la presentación del Precision Bass de Fender, Danelectro presentó un bajo eléctrico muy diferente al Precision de Fender, su modelo UB2 de seis cuerdas, que en realidad no era más que una guitarra afinada una octava más grave de lo normal. Este instrumento jugaría un importante papel en los estudios de Nashville, pues sería utilizado masivamente para grabar las líneas de bajo al unísono con el contrabajo, una técnica que se llamaría tic-tac.
El UB2 de Danelectro tuvo tanto éxito que motivó a la propia Fender a presentar su propia versión en 1962, el modelo Bass VI, que, a pesar de haber sido publicitado por Jack Bruce, quien lo usó con la banda británica de rock Cream por unos años, no lograría el éxito esperado por Fender y desaparecería tras unos años.
En 1966 Fender tuvo una idea diferente presentando el primer bajo eléctrico de cinco cuerdas de la historia, llamado, precisamente Fender Bass V. El bajo tenía una escala estándar de 34 pulgadas y cinco cuerdas, afinadas
- mi1
- la1
- re2
- sol2
- do3

Pero contaba con tan solo 15 trastes y no ampliaba, técnicamente, el rango del instrumento, sino que eliminaba la necesidad de ciertos cambios de posición al ejecutar pasajes en la tesitura aguda. James Jamerson (1936-1983) poseía un ejemplar y parece ser que lo usó en estudio en alguna ocasión, pero el instrumento resultó un fracaso de ventas y fue retirado enseguida del catálogo de Fender.
Pasarían unos diez años hasta que la idea de un bajo eléctrico de cinco cuerdas no volvió a aparecer, y fue el bajista de sesión y virtuoso Jimmy Johnson () el encargado de materializarla.
Johnson había descubierto la firma Alembic a principios de los años setenta, y la filosofía misma de la marca, primera en la historia en ofrecer bajos "custom" (a medida), excitó su curiosidad: su padre era un contrabajista de formación clásica y usaba habitualmente un extensor (de uso común en orquestas clásicas) que proporcionaba a su instrumento un par de notas extra cuando la partitura lo requería. En un principio, Johnson tuvo la idea de aplicar un dispositivo similar a su Alembic de cuatro cuerdas (una idea que, diez años más tarde, recuperarían Kubicki y Hipshot), pero abandonó la idea por las dificultades técnicas que implicaba. Cuando su padre le hizo notar que muchos contrabajistas clásicos usaban contrabajos de cinco cuerdas (con una cuerda Si grave extra) para obtener el mismo resultado, Johnson empezó a considerar la idea de construirse un bajo de cinco cuerdas con afinación Si-Mi-La-Re-Sol y encargó el proyecto finalmente a Alembic, que le entregaría el primer bajo eléctrico moderno de cinco cuerdas de la historia en 1976
Paralelamente, otro bajista estadounidense de sesión se estaba moviendo en este terreno; Anthony Jackson (1952-), encargó al lutier Carl Thompson la construcción de un bajo eléctrico de seis cuerdas en 1974, y este, a pesar de sus iniciales reticencias (pues pensaba que una idea así era ridícula), acabó entregándoselo un año más tarde. Jackson lo usaría en diferentes grabaciones, pero no acababa de resultar satisfecho con los resultados de su nuevo instrumento (por el que había pagado a Thompson 2000 dólares, frente a los aproximadamente 350 dólares de los Fender de la época), en parte por la separación de las cuerdas, demasiado reducida para el gusto de Jackson.

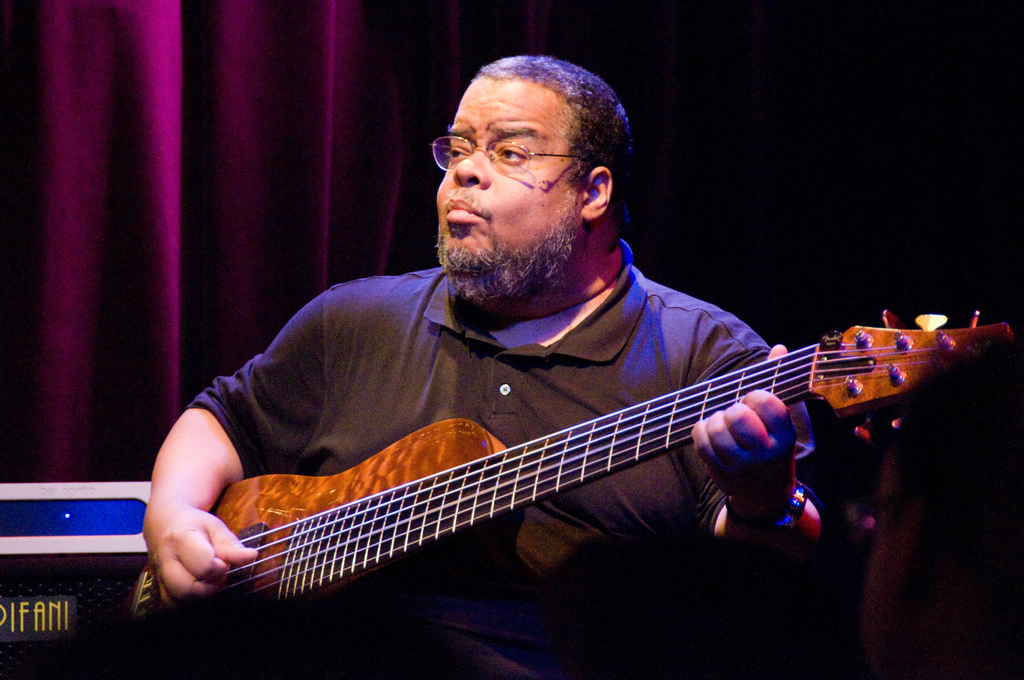
Anthony Jackson con su Fodera Presentation Bass.

Carl Thompson recibió un segundo encargo del bajista, un enorme prototipo de 44 pulgadas de escala (la dimensión estándar del contrabajo), que resultó un fracaso aún mayor, por lo que Jackon abandonó momentáneamente la idea para volver a usar su Fender Jazz Bass de cuatro cuerdas, en el que usaba frecuentemente afinaciones alternativas para lograr notas imposibles de obtener de otro modo.
La idea, sin embargo, seguía rondando la cabeza de Anthony Jackson, y en 1980 encargó a Ken Smith un nuevo instrumento de seis cuerdas, esta vez con una separación mayor entre las mismas. En 1982 Jackson abandonó casi por completo su Fender Jazz Bass, para utilizar el Ken Smith casi en exclusiva, y en 1984 encargó a Smith un nuevo instrumento, esta vez, con una separación de cuerdas estándar. La enorme anchura del diapasón, inédita en la época, no asustó a Jackson, para quien el instrumento parecía funcionar a la perfección.
En el taller de Smith, Jackson había conocido al lutier Vinnie Fodera, que en la época trabajaba para Smith. Cuando Fodera se estableció por su cuenta, Jackson (para quien Fodera había construido ya cuatro instrumentos) comenzó a colaborar más estrechamente con el lutier. Fodera construiría una decena de instrumentos para Jackson, entre ellos el modelo "Presentation", el primer bajo "single cutaway" (de un solo cuerno) de la historia.
Anthony Jackson se destaca por dar voz a aquellos que piensan que el bajo eléctrico debe disponer de 6 cuerdas, porque, por un lado, pertenece a la familia de la guitarra (es, literalmente una "guitarra baja", esto es, una guitarra que usa una afinación más grave de lo usual), y por otro, porque el hecho de que tenga solo cuatro se debe ―según Jackson― tan solo a una cuestión de marketing.
Tras Anthony Jackson surgieron multitud de músicos que, entusiasmados por los logros de este último, comenzaron a explorar el nuevo territorio y a establecer el nuevo lenguaje que el instrumento posibilitaba. De entre ellos cabe quizá destacar a John Patitucci, que además de ser uno de los primeros músicos con un dominio técnico absoluto tanto del bajo eléctrico como del contrabajo, ha contribuido como pocos a la popularización del nuevo instrumento desde mediados de los años '80, en parte por su enorme talento, y en parte por la posición privilegiada y muy visible que siempre ha gozado junto al pianista Chick Corea (1941-2021).
Durante el resto de la década de los '70 y buena parte de los '80, los bajos de cinco y seis cuerdas jugaban un papel más bien marginal entre las preferencias de los músicos y aficionados, pero cuando en 1987 Yamaha lanzó su serie BB5000, uno de los primeros modelos de cinco cuerdas fabricados en serie, inauguró una tendencia que desde entonces no ha hecho más que ampliarse. Hoy prácticamente todas las firmas ofrecen en sus catálogos modelos de cinco (o más) cuerdas, y el bajo de rango extendido es hoy, gracias al trabajo de pioneros como Jimmy Johnson, Anthony Jackson o John Patitucci, un instrumento maduro y perfectamente aceptado.